# Hugues Borsarello
 (février 2023).
La mise en forme du texte ne suit pas les recommandations de Wikipédia : il faut le « wikifier ».
Les points d'amélioration suivants sont les cas les plus fréquents. Le détail des points à revoir est peut-être précisé sur la page de discussion.
- Les titres sont pré-formatés par le logiciel. Ils ne sont ni en capitales, ni en gras.
- Le texte ne doit pas être écrit en capitales (les noms de famille non plus), ni en gras, ni en italique, ni en « petit »…
- Le gras n'est utilisé que pour surligner le titre de l'article dans l'introduction, une seule fois.
- L'italique est rarement utilisé : mots en langue étrangère, titres d'œuvres, noms de bateaux, etc.
- Les citations ne sont pas en italique mais en corps de texte normal. Elles sont entourées par des guillemets français : « et ».
- Les listes à puces sont à éviter, des paragraphes rédigés étant largement préférés. Les tableaux sont à réserver à la présentation de données structurées (résultats, etc.).
- Les appels de note de bas de page (petits chiffres en exposant, introduits par l'outil «  Source ») sont à placer entre la fin de phrase et le point final[comme ça].
- Les liens internes (vers d'autres articles de Wikipédia) sont à choisir avec parcimonie. Créez des liens vers des articles approfondissant le sujet. Les termes génériques sans rapport avec le sujet sont à éviter, ainsi que les répétitions de liens vers un même terme.
- Les liens externes sont à placer uniquement dans une section « Liens externes », à la fin de l'article. Ces liens sont à choisir avec parcimonie suivant les règles définies. Si un lien sert de source à l'article, son insertion dans le texte est à faire par les notes de bas de page.
- La présentation des références doit suivre les conventions bibliographiques. Il est recommandé d'utiliser les modèles {{Ouvrage}}, {{Chapitre}}, {{Article}}, {{Lien web}} et/ou {{Bibliographie}}. Le mode d'édition visuel peut mettre en forme automatiquement les références.
- Insérer une infobox (cadre d'informations à droite) n'est pas obligatoire pour parachever la mise en page.

Pour une aide détaillée, merci de consulter Aide:Wikification.
Si vous pensez que ces points ont été résolus, vous pouvez retirer ce bandeau et améliorer la mise en forme d'un autre article.
 (février 2023).
Il peut être nécessaire de l'améliorer pour respecter le principe de neutralité de point de vue. Veuillez consulter la page de discussion pour plus de détails.

Hugues Borsarello, né le 11 mars 1979 à Longjumeau est un violoniste français.

## Biographie
Né dans une famille de musiciens, il commence le violon à l'âge de 4 ans[réf. nécessaire] avec son père lui-même violoniste et membre du trio à cordes Borsarello avec ses frères Jacques et Frederic.
Il poursuit ses études au Conservatoire national supérieur de musique et de danse de Paris.
En 2020, il est en résidence avec l'orchestre national de Bretagne. Il se produit dans le double concerto de Brahms avec Gautier Capuçon.
En 2021, il joue sur un violon de Mozart à Gand au Festival de Flandre Gand. Puis en 2022, il rejoue avec pour la première fois[Quoi ?] à Montreux.
En 2022, il se produit, en tant que soliste, avec l'orchestre national de Bretagne, l'orchestre national Avignon-Provence, et encore l'orchestre des Concerts Lamoureux.

## Discographie
- 2014 Mozart : intégrale des concertos pour violon avec La Follia Orchestre de Chambre d'Alsace. Arties Records/Harmonia Mundi
- 2015 Légendes fantastiques avec Samuel Parent au piano. Arties Records/Harmonia Mundi
- 2019 Mozart : quatuors à cordes. Arties Records/Harmonia Mundi
- 2020 Symphonie pour la vie. Warner classics
- 2022 Zorbalov et l'orgue magique. livre musical de Yanowski, musique de Hugues Borsarello et Samuel Parent, éditions Andantino  (ISBN 978-2-493708-11-3).